# دوريس شايد
دوريس شايد (بالألمانية: Doris Schade) (و. 1924 – 2012 م) هي ممثلة، وممثلة مسرحية، وممثلة أفلام من ألمانيا. ولدت في باد فرانكن‌هاوزن كيفرهويزر.
توفيت في ميونخ، عن عمر يناهز 88 عاماً.

## جوائز
حصلت على جوائز منها:
- صليب وسام الاستحقاق من جمهورية ألمانيا الاتحادية
- النيشان البافاري الماكسيميلياني للعلوم والفن.

## وصلات خارجية
- دوريس شايد على موقع IMDb (الإنجليزية)
- دوريس شايد على موقع ألو سيني (الفرنسية)
- دوريس شايد على موقع ميوزك برينز (الإنجليزية)
- دوريس شايد على موقع أول موفي (الإنجليزية)
- دوريس شايد على موقع قاعدة بيانات الأفلام السويدية (السويدية)
- دوريس شايد على موقع ديسكوغز (الإنجليزية)
- دوريس شايد على موقع قاعدة بيانات الفيلم (الإنجليزية)
- دوريس شايد على موقع كينوبويسك (الروسية)